# Тагар Ель-Халеж
Тагар Ель-Халеж (араб. الطاهر الخلج, нар. 16 липня 1968, Марракеш) — марокканський футболіст, що грав на позиції захисника.
Виступав, зокрема, за клуб «Бенфіка», а також національну збірну Марокко.

## Клубна кар'єра
У дорослому футболі дебютував 1990 року виступами за команду клубу «Кавкаб», в якій провів чотири сезони. 
Протягом 1994—1997 років захищав кольори команди клубу «Уніан Лейрія».
Своєю грою за останню команду привернув увагу представників тренерського штабу клубу «Бенфіка», до складу якого приєднався 1997 року. Відіграв за лісабонський клуб наступні три сезони своєї ігрової кар'єри. Більшість часу, проведеного у складі «Бенфіки», був основним гравцем захисту команди.
Протягом 2000—2003 років захищав кольори команди клубу «Саутгемптон».
Завершив професійну ігрову кар'єру у клубі «Чарльтон Атлетик», за команду якого виступав протягом 2003 року.

## Виступи за збірну
У 1995 році дебютував в офіційних матчах у складі національної збірної Марокко. Протягом кар'єри у національній команді, яка тривала 7 років, провів у формі головної команди країни 49 матчів, забивши 2 голи.
У складі збірної був учасником Кубка африканських націй 1992 року у Сенегалі, чемпіонату світу 1994 року у США, чемпіонату світу 1998 року у Франції, Кубка африканських націй 1998 року у Буркіна Фасо, а також Кубка африканських націй 2000 року у Гані та Нігерії.